# Pryscylianizm
Pryscylianizm – etyczno-filozoficzno-religijny ruch chrześcijański ukształtowany pod wpływem manicheizmu i gnostycyzmu, zainicjowany przez Pryscyliana (w Hiszpanii około 375 r.). Zwolennicy tej doktryny:
- uznawali ciało ludzkie za dzieło szatana, z którego to powodu praktykowali ascezę;
- negowali realność człowieczeństwa Syna Bożego;
- negowali istnienie Trójcy Świętej, pojęcie to traktując jako trzy sposoby postrzegania Boga;
- opuszczali osobistą interpretację Pisma Świętego.

Pryscylian, za głoszone poglądy, został stracony w roku 385. Idee głoszone przez Pryscyliana przetrwały długo po jego śmierci. Na soborze w Toledo w 400 r. uznano nawet Pryscyliana za świętego męczennika, jednak obecni tam biskupi zostali wkrótce pozbawieni urzędu i zmuszeni do odwołania decyzji. Pryscylianizm był tematem obrad synodu w Bradze w 561 r. Jego wyznawcy zostali obłożeni anatemą.